# PDS 70
پي دي أس 70 - (PDS70 ( V1032 Centauri هو نجم من نوع T الثور منخفض الكتلة في كوكبة قنطورس. يقبع على بعد 370 سنة ضوئية من الأرض، وله كتلة تبلغ 0.82 M☉ ويبلغ عمره حوالي 10 ملايين سنة وله كمية طاقة 0.35 فقط من سطوع الشمس .
يصاحب النجم قرص كوكبي أولي يحتوي على كوكب خارجي حديث الولادة، يدعى PDS 70b ، والذي تم تصويره مباشرتا، ويعتبر أول صورة مؤكدة لكوكب حديث الولادة. يعتقد أن عمر الكواكب المصاحبة له ما بين خمسة إلى ستة ملايين سنة.

## قرص كوكبي أولي
أفترض وجود قرص كوكبي حول PDS 70 في عام 1992 وتأكد في عام 2006 . نصف قطره حوالي 140 وحدة فلكية . في عام 2012 تم اكتشاف فجوة كبيرة (تقريبا 65 وحدة فلكية) في داخل القرص، والتي يعتقد أنها تشكلت بسبب تكوين الكواكب.
في النتائج التي نشرت في عام 2018 ، تم تصوير كوكب في القرص، يدعى PDS 70b ، بواسطة مقاريب عظيمة من معهد ماكس بلانك للفلك في ألمانيا، الكوكب يدور بعيداً عن نجمه مثل دوران أورانوس حول الشمس . مع الكتلة المقدرة لتكون أكبر بضع مرات من كوكب المشتري ، يعتقد أن الكوكب لديه درجة حرارة حوالي 1000 درجة مئوية وهي أعلى بكثير من تلك الموجودة على أي كوكب في نظامنا الشمسي. يبلغ مداره حوالي 3 مليارات كيلومتر (20 وحدة فلكية) ، ويستغرق حوالي 120 عامًا.